# Paka (volcán)
Paka es un volcán en escudo situado en el Gran Valle del Rift.

## Geología
El cono del volcán, formado básicamente en el Pleistoceno y principios del Holoceno, tiene una caldera volcánica de 1,5 km, y se formó tras una erupción de rocas piroclásticas y traquitas dando lugar a una cresta en la cima formada de conos piroclásticos en dirección nororiental. Hay un segundo cráter suroccidental con caldera de 0,5 x 1 km y conos de pumicita. 